# 고토 마이 (성우)
고토 마이(後藤麻衣, 1982년 8월 22일 ~ )는 일본의 여성성우로, 홋카이도 오비히로시 출신이며 소속사는 켄 프로덕션이다.

## 신체 프로필
- 신장 148 cm
- 체중 43 kg
- 혈액형은 B형
- 별자리는 사자자리.

## 프로필
- 오비히로에서 고등학교를 졸업한 후에 도쿄로 상경하였고, 전문학교인 동경 아나운서 아카데미를 졸업한 후 성우가 되었다.
- 2009년 3월 트리트리오피스에서 켄 프로덕션으로 이적하였다.
- 형제는 없으며 무남독녀이다.
- 애칭은「고마쨩」
- 좋아하는 음식은 닭고기와 달걀. 하지만 멜론은 별로 좋아하지 않는다.
- 독서를 좋아하는 편이라 국어에는 자신이 있는 편이지만 수학이 서투르다. 본인 왈 「덧셈도 어렵고..뺄셈도 어렵고.」
- 자타가 공인하는 「오타쿠」로서, 주로 만화, 애니메이션, 게임 분야에 취미가 있다. 최근엔 전국시대를 배경으로 한 게임을 하는듯 해서, 장군이나 성, 중국에 관심이 많아 보인다.
- 일러스트 그리기가 특기이고, 애니메이션 노기자카 하루카의 비밀에서는 다음 회 예고의 일러스트를 담당하기도 했다. 또 노기자카 하루카의 비밀에서 결성된 성우 유니트「N's」의 멤버이기도 하다.

## 에피소드
- 같은 이름의 그라비아 아이돌이 2009년 도쿄 의회 의원 선거에 출마했을 때 이름이 혼동되어서, 「도쿄도의원 선거 화이팅! 힘내세요!」라고 하는 메시지를 자주 받았고, 소속 사무소에 취재 의뢰가 끊이지 않았다고 한다.

## 출연 작품

### TV 애니메이션
2003년
- 금색의 갓슈벨! (여자아이, 아이)

2006년
- 해피니스! (코히나타 스모모)
- 새벽녘보다 유리색인 -Crescent Love- (아사기리 마이)

2007년
- 일곱빛깔★드롭스 (유키)
- ef - a tale of memories. (하야마 미즈키)
- 체포하겠어 풀 스로틀 (여성 경관)

2008년
- 노기자카 하루카의 비밀 (노기자카 미카)
- ef - a tale of melodies. (하야마 미즈키/미키)
- 케메코 디럭스 (코바야시 타마코)

2009년
- 진 연희무쌍 (유비)
- 11eyes (미나세 유카)
- 노기자카 하루카의 비밀 2기 (노기자카 미카)
- 강철의 연금술사 BROTHERHOOD (메이 창)

2010년
- 레이디 X 버틀러(피나 스포름크란 에스토)
- 진 연희무쌍 ~소녀대란~ (유비)

### OVA
2007년
- AIKa R-16:VIRGIN MISSION (쿄코)

2008년
- 요츠노하 (아마치 마츠리)

2009년
- 15소녀표류기 (요츠야 코토코) : 아구미 오토 (安玖深音) 명의

### 게임
2003년
- 천사가 없는 12월 (하즈키 마호) : 아구미 오토 (安玖深音) 명의
- 컬러풀 하트 ~12인의 큐루룽~ (아사히나 노도카) : 아구미 오토 (安玖深音) 명의

2004년
- 변~신! (나카타니 히나, 네네코) : 아구미 오토 (安玖深音) 명의
- 저 하늘의 저편 (이치노세 미호) : 아구미 오토 (安玖深音) 명의
- Sixty Nine 2 (에미나) : 아구미 오토 (安玖深音) 명의
- 마법과 H의 관계 (사기누마 에리카) : 아구미 오토 (安玖深音) 명의
- Peace@Pieces (모모세 히카루(히카루)) : 아구미 오토 (安玖深音) 명의
- 마지막 이야기는 당신에게 (호시노 긴카) : 아구미 오토 (安玖深音) 명의

2005년
- 변~신! 2 (노시로 스즈카) : 아구미 오토 (安玖深音) 명의
- Gift ~기프트~ PC판 (사토 나미, 야기 칸고시, 오오마사 츠마) : 아구미 오토 (安玖深音) 명의
- 오쓰! 싸워라! 응원단 (아메미야 사야카)
- 마마 마마!? (하세가와 미사키) : 아구미 오토 (安玖深音) 명의
- 스쿨미즈2 ~헤엄칠 수 없어~ (히토미 세나) : 아구미 오토 (安玖深音) 명의
- 새벽녘보다 유리색인 PC판 (아사기리 마이) : 아구미 오토 (安玖深音) 명의
- 군청의 하늘을 넘어 (쿠사카베 카나코) : 아구미 오토 (安玖深音) 명의
- MiMi（미미）: 아구미 오토 (安玖深音) 명의
- 에로본 (텐카이 하루카) : 아구미 오토 (安玖深音) 명의
- 치한자 토마스 2 (이노쿠마 아스카) : 아구미 오토 (安玖深音) 명의
- 해피니스! PC판 (코히나타 스모모) : 아구미 오토 (安玖深音) 명의
- AYAKASHI (야쿠시지 히메) : 아구미 오토 (安玖深音) 명의
- 가냘픈 세계의 마지막에 (하세가와 유즈코) : 아구미 오토 (安玖深音) 명의
- 처음하는 심부름 (나루세 마유카) : 아구미 오토 (安玖深音) 명의
- PatoGirl (치쿠라 카스미) : 아구미 오토 (安玖深音) 명의
- 퍼펫 프린세스~괴뢰공주. 나는, 조종당하는 인형 (토마 나오) : 아구미 오토 (安玖深音) 명의

2006년
- Imitation Lover (키리사와 이오리) : 아구미 오토 (安玖深音) 명의
- 그 마을의 사랑의 노래 (오쿠와키 아야) : 아구미 오토 (安玖深音) 명의
- 설영 -setsuei- (히라야마 미유키) : 아구미 오토 (安玖深音) 명의
- 가르쳐줘! 부르마 선생 (니시나 사에리) : 아구미 오토 (安玖深音) 명의
- 오네스쿠! ~오네상 스크램블~ (코엔지 사나에) : 아구미 오토 (安玖深音) 명의
- 매지컬 티쳐 - 선생님은 마녀? (오리쿠라 마리코) : 아구미 오토 (安玖深音) 명의
- 일곱빛깔★드롭스 PC판 (유키, 아키히메 카린) : 아구미 오토 (安玖深音) 명의
- 푸른 하늘이 보이는 언덕 (하야미 이오리) : 아구미 오토 (安玖深音) 명의
- School 프로젝트☆ (후미즈키 호타루) : 아구미 오토 (安玖深音) 명의
- 브라반! -The bonds of melody- (에비하라 미나세) : 아구미 오토 (安玖深音) 명의
- 깊은 산골짜기에 흐르는 노래 (뮤리 아우로라) : 아구미 오토 (安玖深音) 명의
- AYAKASHI H (야쿠시지 히메) : 아구미 오토 (安玖深音) 명의
- 메가츄! (아스트라) : 아구미 오토 (安玖深音) 명의
- 해피니스! 리럭스 (코히나타 스모모) : 아구미 오토 (安玖深音) 명의
- StarTRain (아이다 나미, 하타 나나미) : 아구미 오토 (安玖深音) 명의
- 눈물의 다리를 건너 (카시와쿠라 하루루) : 아구미 오토 (安玖深音) 명의
- 코이츄! ~사랑으로 사랑하는 짝사랑~ (아사쿠라 마유) : 아구미 오토 (安玖深音) 명의
- 코이오토메 (야마토 키쿄) : 아구미 오토 (安玖深音) 명의
- 변~신! The 애니메이션 (나카타니 히나, 네네코) : 아구미 오토 (安玖深音) 명의
- 홍련에 물드는 은빛의 로자리오 (아리사카・웨바・메아리) : 아구미 오토 (安玖深音) 명의
- 이런 아가씨가 있다면 난 이제…!! (미츠세 아야나) : 아구미 오토 (安玖深音) 명의
- 종말소녀 환상 앨리스매틱 (토키노아타이 후유메, 도모토 히토미) : 아구미 오토 (安玖深音) 명의
- 일곱 빛깔 저편 ~여름방학! 두근 러브 바캉스 꿈의 모험!~ (와카츠키 히마와리) : 아구미 오토 (安玖深音) 명의
- Really? Really! (야에 사쿠라) : 아구미 오토 (安玖深音) 명의
- 무녀 파이터 료코상 (히노모토 료코) : 아구미 오토 (安玖深音) 명의
- 아득히 우러러본 아름다운 (아이자와 미사키) : 아구미 오토 (安玖深音) 명의
- 컬러풀 아쿠아 리움 (시이와 이즈미) : 아구미 오토 (安玖深音) 명의
- 역시 여동생이 좋아! (히구치 리카) : 아구미 오토 (安玖深音) 명의
- 욕정 펫 라이프 (요시자와 시즈쿠) : 아구미 오토 (安玖深音) 명의
- 새벽녘보다 유리색인~Brighter than dawning blue~ PS2판 (아사기리 마이)
- ef - the first tale. (하야마 미즈키) : 아구미 오토 (安玖深音) 명의
- 키스미미!! ~Kiss! Me! Me!~ (이누야마 우사미) : 아구미 오토 (安玖深音) 명의

2007년
- CircusLand I (아사쿠라 네무) : 아구미 오토 (安玖深音) 명의
- 해피니스! 디럭스 PS2판 (코히나타 스모모)
- 언젠가, 닿을, 저 하늘에. (토오리마이 논) : 아구미 오토 (安玖深音) 명의
- 여름 멜로디 (후카미치 츠구미) : 아구미 오토 (安玖深音) 명의
- 바닷바람이 사라진 바다에서 (에노키다 미시오) : 아구미 오토 (安玖深音) 명의
- 카타하네 (안젤리나 롯카, 크리스티나 도른) : 아구미 오토 (安玖深音) 명의
- 변덕스러운 무지개빛 사랑의 날씨는 비 (야치코지마 하나) : 아구미 오토 (安玖深音) 명의
- 소꿉친구와 달콤하고 음란하게 지내는 방법 (에밀리 윈슬렛) : 아구미 오토 (安玖深音) 명의
- 아메사라사 ~비와, 신비한 너에게, 사랑을 느껴~ (치요카와 린) : 아구미 오토 (安玖深音) 명의
- 불타올라라! 열혈 리듬혼 오쓰! 싸워라! 응원단 2 (아메미야 사야카)
- 루루루와 사라라의 선생☆가르쳐 줘 ~난 여자 도련님~ (토시바다이 세이카) : 아구미 오토 (安玖深音) 명의
- Bullet Butlers (베아트리스) : 아구미 오토 (安玖深音) 명의
- 성스러운 신명 -The Spirit of Eternity Sword 2- (유구의 유포리아) : 아구미 오토 (安玖深音) 명의
- 네PON?X라이PON! (티라미스) : 아구미 오토 (安玖深音) 명의
- 일곱빛깔★드롭스 pure!! PS2판 (유키, 아키히메 카린)
- ALICE♥퍼레이드 ~두 명의 앨리스와 신기한 소녀들~ (실크) : 아구미 오토 (安玖深音) 명의
- 캐러멜BOX 야루키바코2 에피소드V:의욕 고양이의 역습 (토키노아타이 후유메, 하세가와 유즈코, 야치코지마 하나) : 아구미 오토 (安玖深音) 명의
- 타임리프 (시노노메 코모모) : 아구미 오토 (安玖深音) 명의
- 절대 행복 선언! (이치토세 아야) : 아구미 오토 (安玖深音) 명의
- 그리고 내일의 세계에서 (히나타 유우히) : 아구미 오토 (安玖深音) 명의
- MagusTale ~세계수와 사랑하는 마법사~ (아마가세 코유키) : 아구미 오토 (安玖深音) 명의
- 내일의 너와 만나기 위해 (와카미야 아스카) : 아구미 오토 (安玖深音) 명의
- 히토유메 (사카키바라 미쿠/사카키바라 유이) : 아구미 오토 (安玖深音) 명의
- FairChild -페어 차일드- (히나모리 코코로) : 아구미 오토 (安玖深音) 명의
- Sugar＋Spice (난죠우지 유메지) : 아구미 오토 (安玖深音) 명의
- 마시로보탄 (시라이시 유카나) : 아구미 오토 (安玖深音) 명의
- 마시로보탄 미니 팬디스크 ~유카나의 화이트 발렌타인~ (시라이시 유카나) : 아구미 오토 (安玖深音) 명의

2008년
- 트윙클☆크루세이더스 (팟키)
- 내일의 나나미와 만나기 위해 (와카미야 아스카) : 아구미 오토 (安玖深音) 명의
- D.C.P.K. ~다카포카~ (아사쿠라 네무) : 아구미 오토 (安玖深音) 명의
- 크로노벨트 - 아야카시비토&Bullet Butlers 크로스오버 디스크 (베아트리스) : 아구미 오토 (安玖深音) 명의
- 11eyes -죄와 벌과 속죄의 소녀- (미나세 유카) : 아구미 오토 (安玖深音) 명의
- 아침뜸의 아쿠아 노츠 (타카하시 미유키) : 아구미 오토 (安玖深音) 명의
- ef - the latter tale. (하야마 미즈키) : 아구미 오토 (安玖深音) 명의
- 콘보쿠 마작 ~이런 마작이 있다면 나는 론~!] (미츠세 아야나) : 아구미 오토 (安玖深音) 명의
- D.C. After Seasons ~다카포 애프터 시즌즈~ (아사쿠라 네무) : 아구미 오토 (安玖深音) 명의
- C.D.C.D.2 ~시디 시디2~ (아사쿠라 네무) : 아구미 오토 (安玖深音) 명의
- 톳파라 ~자시키와라시의 이야기~ (미즈하시 호나미) : 아구미 오토 (安玖深音) 명의
- 진 연희무쌍 ~소녀요란☆삼국지연의~ (유비) : 아구미 오토 (安玖深音) 명의
- 카미파니 (아마이즈미모리아메코요리노미코토) : 아구미 오토 (安玖深音) 명의
- 매지컬라이드 (키사라기 하야) : 아구미 오토 (安玖深音) 명의
- Sugar+Spice! Party☆Party (난죠우지 유메지) : 아구미 오토 (安玖深音) 명의
- 피코피코~사랑하는 마음이 잠드는 장소~ (미코) : 아구미 오토 (安玖深音) 명의
- MagusTale Infinity (아마가세 코유키) : 아구미 오토 (安玖深音) 명의
- 난 나인 채로, 누구로도 변할 수 있어 (나츠메 토모코) : 아구미 오토 (安玖深音) 명의
- 유니티마리아쥬 ~두 사람의 신부~ (카자미 메이) : 아구미 오토 (安玖深音) 명의
- 리아리아DS (야에 사쿠라)

2009년
- 새벽녘 전보다 유리색인 ~Moonlight Cradle~ (아사기리 마이) : 아구미 오토 (安玖深音) 명의
- 마지스키 〜Marginal Skip〜 (미야자키 유키나) : 아구미 오토 (安玖深音) 명의
- WLO~세계연애기구~ (솔라리스) : 아구미 오토 (安玖深音) 명의
- 츤인 그녀 데레인 그녀 (시도 리사) : 아구미 오토 (安玖深音) 명의
- 축복의 칸파넬라 (리트스 톨티아) : 아구미 오토 (安玖深音) 명의
- BALDRSKY Dive1 - LostMemory -(와카쿠사 나노하) : 아구미 오토 (安玖深音) 명의
- 천신난만 -LUCKY or UNLUCKY!?- (치토세 사나) : 아구미 오토 (安玖深音) 명의
- 나츠유메나기사 (미하마 히츠지) : 우에하라 나기사 (植原なぎさ) 명의
- 소꿉친구는 대통령 My girlfriend is the PRESIDENT (미요시 란) : 카시와 사쿠라 (柏さくら) 명의
- 새하얀 색 심포니 -Love is pure white- (우류 사쿠노) : 아구미 오토 (安玖深音) 명의
- SHUFFLE! Essence+ (야에 사쿠라) : 아구미 오토 (安玖深音) 명의
- 여름의비 (미야자와 미도리) : 후타바 민트 (二葉みんと) 명의

2010년
- 트윙클☆크루세이더스GOGO! (팟키)
- 천신난만 Happy Go lucky(치토세 사나)
- 사랑색 하늘모양 (핫토리 아야) : 아구미 오토 (安玖深音) 명의
- 코토리 Love Exp (아사쿠라 네무) : 아구미 오토 (安玖深音) 명의
- 소꿉친구는 대통령 팬디스크 (미요시 란) : 카시와 사쿠라 (柏さくら) 명의

## 라디오
- 일곱빛깔★RADIO!(2007년 4월 6일 - 2008년 3월 21일)
- 축복의 칸파네라디오 (2008년 10월 8일 - 2009년 3월 25일)
- 노기자카 미카의 마이 페어 레이디오 (2008년 4월 11일 - 2009년 2월 27일)
- 노기자카 미카의 마이 페어 레이디오 NEXT (2009년 3월 6일 - )
- 마이와 마리야의 라지 X 바토! - 인터넷 라디오, 이세 마리야와 공동 진행. (2009년 9월 28일 - )
- 트윙클☆크루세이더스 GOGO GO! - 인터넷 라디오, 사이가 미츠키와 공동 진행. (2010년 9월 4일 - 11월 6일)

### 라디오 드라마
- 노기자카 하루카의 비밀(노기자카 미카) (방송일 : 2007년 10월 27일 전4회)